# イッツ・オン・アゲイン
「イッツ・オン・アゲイン」（It's on Again）は、アメリカ合衆国のレコーディングアーティストのアリシア・キーズとラッパーのケンドリック・ラマーによる楽曲である。2014年の映画『アメイジング・スパイダーマン2』のためにキーズ、ラマー、ハンス・ジマー、ファレル・ウィリアムスによって書かれ、2014年3月31日に映画のサウンドトラックのリードシングルとして発売された。

## 公開
2014年3月12日、コロムビア・レコードは「イッツ・オン・アゲイン」が映画『アメイジング・スパイダーマン2』（2014年）のサウンドトラックに収録され、クロージング曲として使用されることを発表した。発表の際、監督のマーク・ウェブは「アップビートでエキサイティングであるが、不吉な予感がする曲」を探しており、「イッツ・オン・アゲイン」は映画のクロージングに「完璧だった」と説明した。3月31日、キーズの公式SoundCloudページにアップロードされ、その翌日にはシングルとしてデジタル配信された。

## 商業的評価
『ビルボード』のAdult R&B Songs及びHot R&B/Hip-Hop Airplayチャートではそれぞれ初登場17位と40位となった。

## チャート
| チャート (2014)                      | 最高k 順位 |
| ------------------------------------ | ---------- |
| オーストラリア (ARIA)                | 81         |
| ベルギー (Ultratip Flanders)         | 16         |
| Belgium Urban (Ultratop Flanders)    | 30         |
| ベルギー (Ultratip Wallonia)         | 18         |
| フランス (SNEP)                      | 62         |
| ドイツ (GfK Entertainment charts)    | 95         |
| ドイツ (Deutsche Black Charts)       | 39         |
| スロバキア (Rádio Top 100)           | 31         |
| UK シングルス (OCC)                  | 31         |
| UK R&B (OCC)                         | 7          |
| US Hot R&B/Hip-Hop Songs (Billboard) | 49         |

| チャート (2014)              | 順位 |
| ---------------------------- | ---- |
| ベルギー・アーバン・シングル | 91   |

## 公開史
| 地域           | 日付          | フォーマット             | レーベル    |
| -------------- | ------------- | ------------------------ | ----------- |
| アメリカ合衆国 | 2014年3月31日 | Mainstream urban radio   | RCA Records |
| アメリカ合衆国 | 2014年4月1日  | デジタルダウンロード     | RCA Records |
| イギリス       | 2014年4月10日 | Urban contemporary radio | RCA Records |
| イタリア       | 2014年4月11日 | Contemporary hit radio   | RCA Records |
| アメリカ合衆国 | 2014年4月15日 | Urban contemporary radio | RCA Records |